# Pachymerium vosseleri
Pachymerium vosseleri är en mångfotingart som beskrevs av Karl Wilhelm Verhoeff 1902. Pachymerium vosseleri ingår i släktet Pachymerium och familjen storjordkrypare.
Artens utbredningsområde är Israel. Inga underarter finns listade i Catalogue of Life.